# Musi (Botswana)
Musi é uma vila localizada no Distrito do Sul em Botswana. Possuía, em 2011, uma população estimada de 296 habitantes.